# Vermidepuração

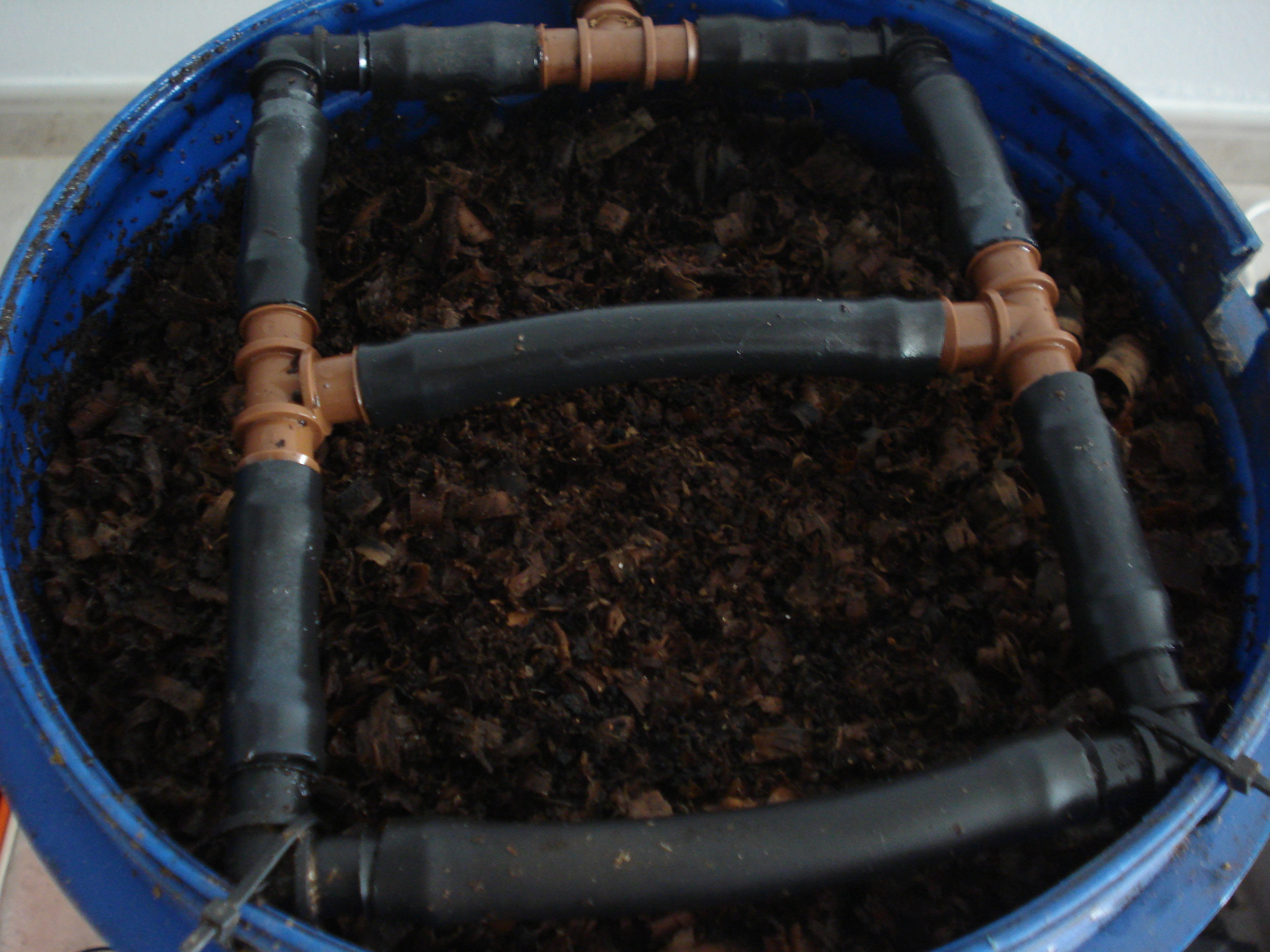
Exemplo de vermidepurador doméstico para tratamento dos efluentes de 1 habitante.

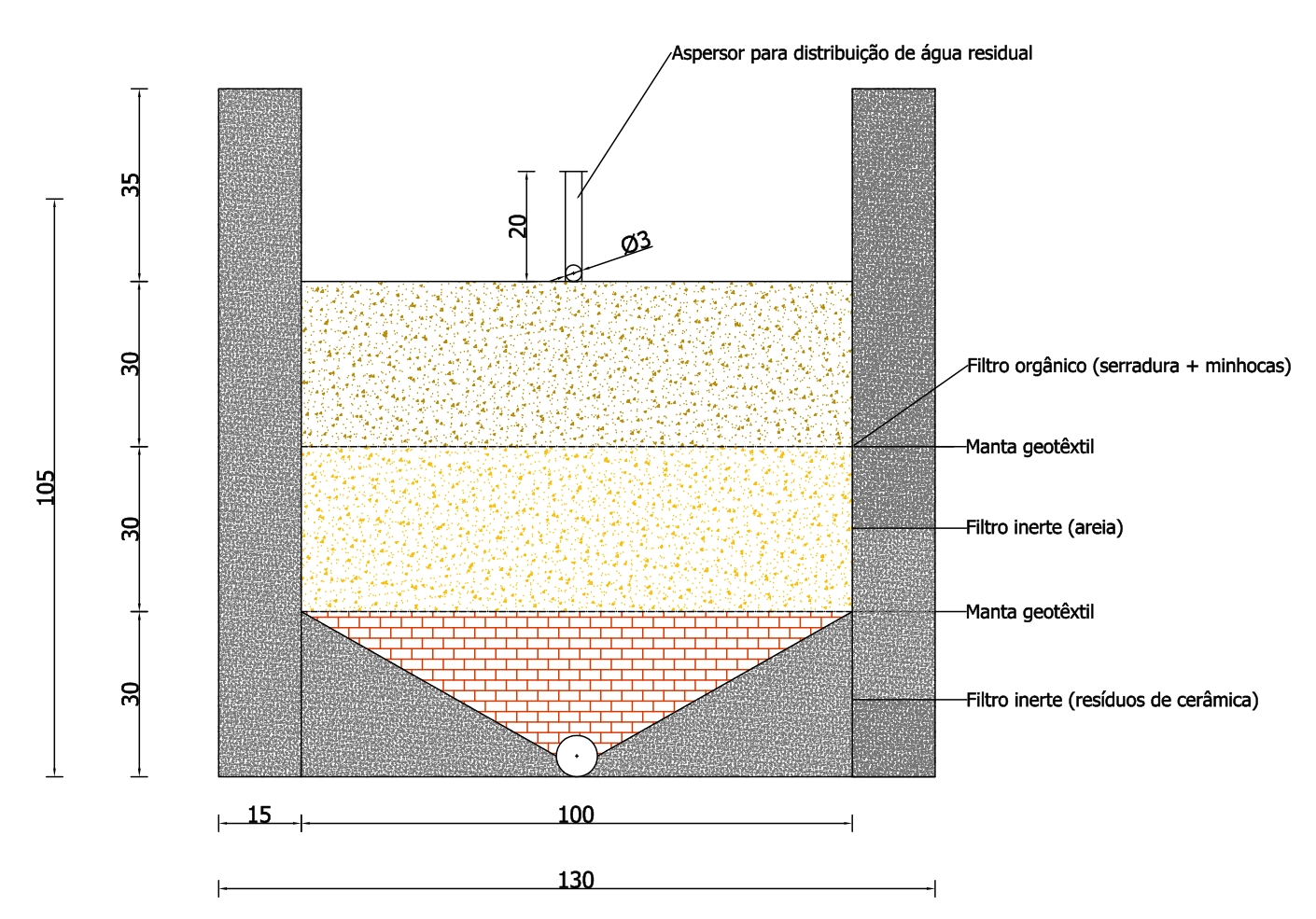
Perfil de um vermidepurador

Vermidepuração (também denominada de vermifiltração) é um processo biológico de tratamento de águas residuais domésticas, urbanas, agrícolas ou de agroindústrias. Neste processo, recorrem-se às mesmas espécies de minhocas utilizadas na vermicompostagem nos climas temperados, pelo que o conceito da vermidepuração resulta da fusão da vermicompostagem e dos leitos percoladores utilizados para nas Estações de Tratamento de Águas Residuais (ETAR).
As águas residuais (ou efluentes líquidos) domésticos/urbanos apresentam elevada carga orgânica, azoto amoniacal e organismos patogénicos, sendo estes os principais parâmetros que obrigam à existência de um tratamento adequado com vista, não apenas a reduzir o seu potencial poluente. A água residual deve ser normalmente precedida de um tratamento primário - a nível doméstico uma fossa sética e a nível industrial, um tanque Imhoff, de modo a serem removidos alguns sólidos sedimentáveis que poderão colmatar a unidade de vermidepuração - o tratamento secundário. Este tratamento realiza-se num reator biológico denominado vermidepurador ou vermifiltro. Nele as minhocas digerem os sólidos retidos à superfície do filtro, convertendo-os em excrementos, aumentando com isso a permeabilidade geral do filtro.
A nível dos efluentes domésticos e urbanos, a eficiência de remoção de matéria orgânica e de destruição de organismos patogénicos (coliformes fecais) e ovos de parasitas intestinais é bastante mais elevada comparativamente a outros métodos de tratamento biológico. No que concerne aos parâmetros relativos à legislação nacional, registam-se eficiências de remoção de mais de 90% para a Carência Bioquímica de Oxigénio (CBO5 em mg L-1), mais de 85% para a Carência Química de Oxigénio (CQO em mg L-1) e mais de 98% para os Sólidos Suspensos Totais (SST em em mg L-1). Coliformes fecais e ovos de parasitas (normalmente ascaris lumbricoides) são reduzidos para valores superiores a 6 unidades logarítmicas (Log10) e para zero (N.º L-1) respetivamente. Estes valores conferem potencial para o efluente tratado para ser reutilizado para fertirrega a nível agrícola, sem ocorrência de riscos para a Ambiente e Saúde Pública. 
Da natureza do filtro, assim dependerá o comportamento do processo na remoção de nutrientes (azoto e fósforo totais). Do ponto de vista da reutilização do efluente, importa que a nitrificação ocorra e que o teor de ortofosfatos seja apreciável pelo que, nos casos em que a reutilização do efluente não seja viável para fins agrícolas (ou em descargas de efluente em zonas sensíveis), devem ser estudadas alternativas à serradura para constituição do filtro, para que o N e P totais sejam removidos para teores condizentes com a legislação nacional.
Os materiais que constituem o interior de um vermidepuração (de cima para baixo) são: serradura (onde se encontram as minhocas), serradura inerte (geralmente plástico reciclado usado) e resíduos de cerâmica não contaminados. À serradura e minhocas é dado o nome de filtro orgânico e à serradura inerte e resíduos de cerâmica é dado o nome de filtro inerte. Numa perspetiva de sustentabilidade, é de todo o sentido recorrer a materiais usados e/ou reciclados, como sejam a serradura inerte e os resíduos de cerâmica.
Alterar o paradigma com que as águas residuais são vistas, é um dos objetivos da vermidepuração. De facto, a vermidepuração permite que o tratamento dos efluentes seja visto não como uma rejeição (no solo ou no meio hídrico) mas sim como uma valorização/reutilização.